# Марченко Іван Лаврович
Іва́н Ла́врович Ма́рченко (нар. 1 січня 1950, село Пологи-Яненки, тепер Бориспільського району Київської області) — український радянський діяч, комбайнер державного племінного заводу «Колос» Переяслав-Хмельницького району Київської області. Депутат Верховної Ради УРСР 9—10-го скликань.

## Біографія
Освіта середня спеціальна.
З 1966 року — робітник радгоспу «Колос» Переяслав-Хмельницького району Київської області. Служив у Радянській армії.
З 1970 року — слюсар ремонтної майстерні, комбайнер, начальник механізованого загону державного племінного заводу «Колос» Переяслав-Хмельницького району Київської області.
Член КПРС з 1978 року.
Потім — на пенсії в селі Тарасівці Бориспільського району Київської області.

## Нагороди
- ордени
- медалі
- лауреат республіканської комсомольської премії імені Миколи Островського